# Електрослабкий масштаб
У фізиці елементарних частинок електрослабкий масштаб, також відомий як масштаб Фермі — масштаб енергій поблизу 246 ГеВ, типової енергії процесів, описуваних теорією електрослабкої взаємодії. Конкретне число 246 ГеВ прийнято за значення вакуумного очікування {\displaystyle v=(G_{F}{\sqrt {2}})^{-1/2}} поля Хіггса (де {\displaystyle G_{F}} — стала зв'язку Фермі). У деяких випадках термін електрослабкий масштаб використовують для позначення температури порушення електрослабкої симетрії, 159,5±1,5 ГеВ. В інших випадках цей термін використовують вільніше для позначення енергій у широкому діапазоні близько 102−103 ГеВ. Це в межах досяжності Великого адронного колайдера, який розрахований на приблизно 104 ГеВ у протон-протонних зіткненнях.
В електрослабку епоху взаємодії могли бути вищими від цього масштабу. У нерозширеній Стандартній моделі перехід від електрослабкої епохи не був фазовим переходом першого чи другого порядку, а безперервним перетворенням, що перешкоджає будь-якому баріогенезу. Однак багато розширень Стандартної моделі, зокрема, суперсиметрія та інертна подвійна модель, мають електрослабкий фазовий перехід першого порядку (але все ще не мають додаткового порушення CP-інваріантності).